# Aeroportul Puerto Páez
Aeroportul Puerto Páez (IATA: PPZ, ICAO: valoare necunoscută) este un aeroport din Apure, Venezuela.
Situat la o altitudine de 54 m, aeroportul dispune de o singură pistă.